# Plédéliac
Plédéliac (bretonisch: Pledeliav, Gallo: Plédéliau) ist eine französische Gemeinde mit 1.602 Einwohnern (Stand: 1. Januar 2022) im Département Côtes-d’Armor in der Bretagne. Sie gehört zum Arrondissement Saint-Brieuc und zum Kanton Plénée-Jugon. Die Einwohner werden Plédéliacais und Plédéliacaises genannt.

## Geografie
Plédéliac liegt etwa 25 Kilometer ostsüdöstlich von Saint-Brieuc. Der Arguenon begrenzt die Gemeinde im Südosten. Umgeben wird Plédéliac von den Nachbargemeinden Saint-Denoual im Norden, Landébia im Nordosten, Val-d’Arguenon im Nordosten und Osten, Plorec-sur-Arguenon im Osten, Jugon-les-Lacs im Südosten und Süden, Plestan im Süden und Südwesten, Saint-Rieul im Westen, Lamballe-Armor im Westen und Nordwesten sowie Quintenic im Nordwesten.

## Bevölkerungsentwicklung
| Jahr          | 1962 | 1968 | 1975 | 1982 | 1990 | 1999 | 2006 | 2013 | 2019 |
| Einwohner     | 1399 | 1390 | 1336 | 1300 | 1232 | 1238 | 1256 | 1364 | 1464 |
| Quelle: INSEE |      |      |      |      |      |      |      |      |      |

## Sehenswürdigkeiten
- Kirche Saint-Malo aus dem 16. Jahrhundert, Fassade und Langhaus seit 1926 als Monument historique eingeschrieben
- Klosterruine Saint-Aubin-des-Bois aus dem 12. Jahrhundert
- Kapelle Saint-Esprit aus dem 20. Jahrhundert
- Schloss Le Guillier aus dem 17. Jahrhundert, seit 1990 als Monument historique eingeschrieben
- Burg La Hunaudaye aus dem 14. Jahrhundert, seit 1930 als Monument historique klassifiziert
- Herrenhaus Belouze aus dem 16. Jahrhundert
- Allée couverte des Jeannetières westlich von Plédéliac
- Allée couverte von Saint André nördlich von Plédéliac, seit 1970 als Monument historique klassifiziert

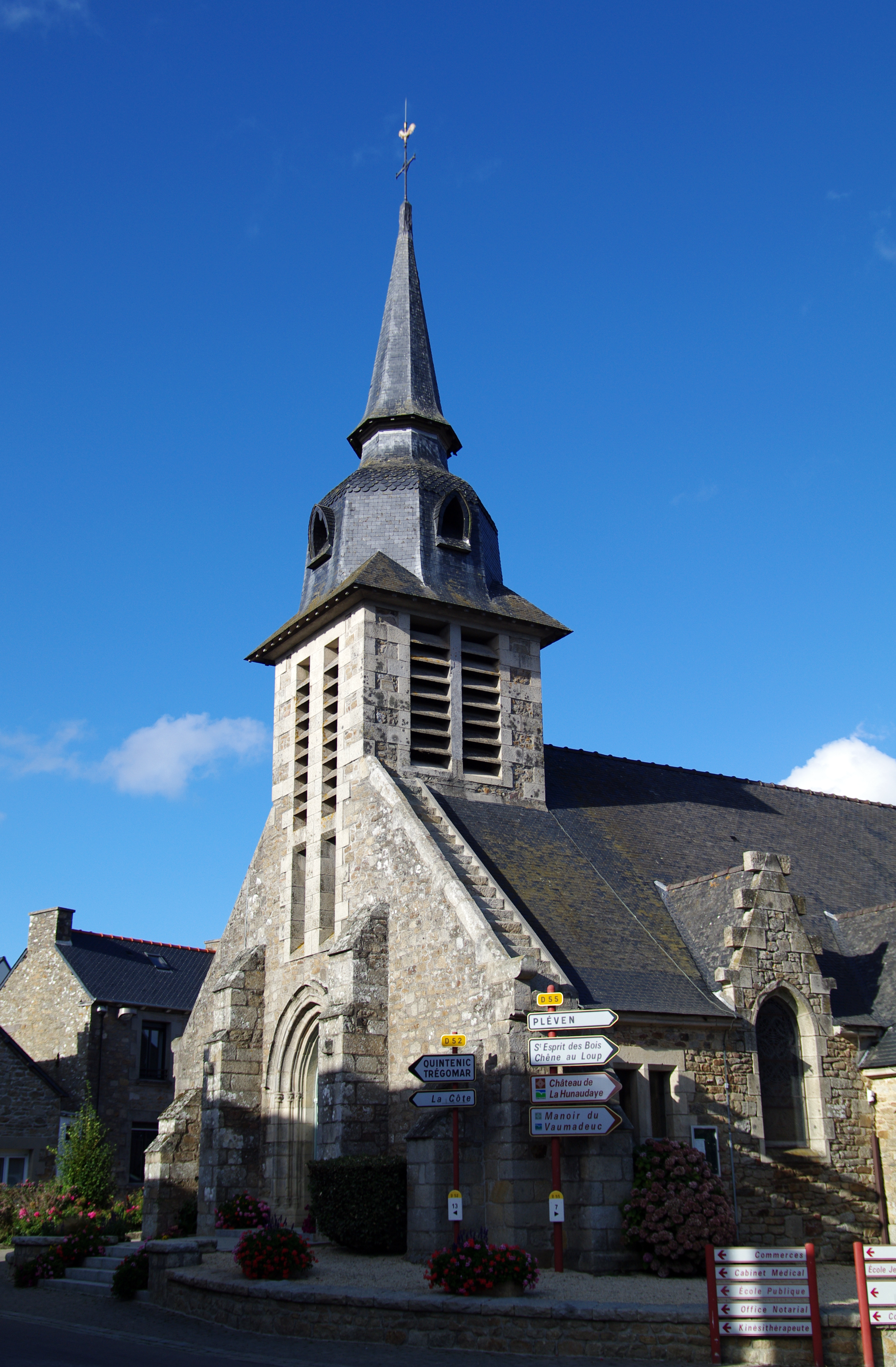
Kirche Saint-Malo
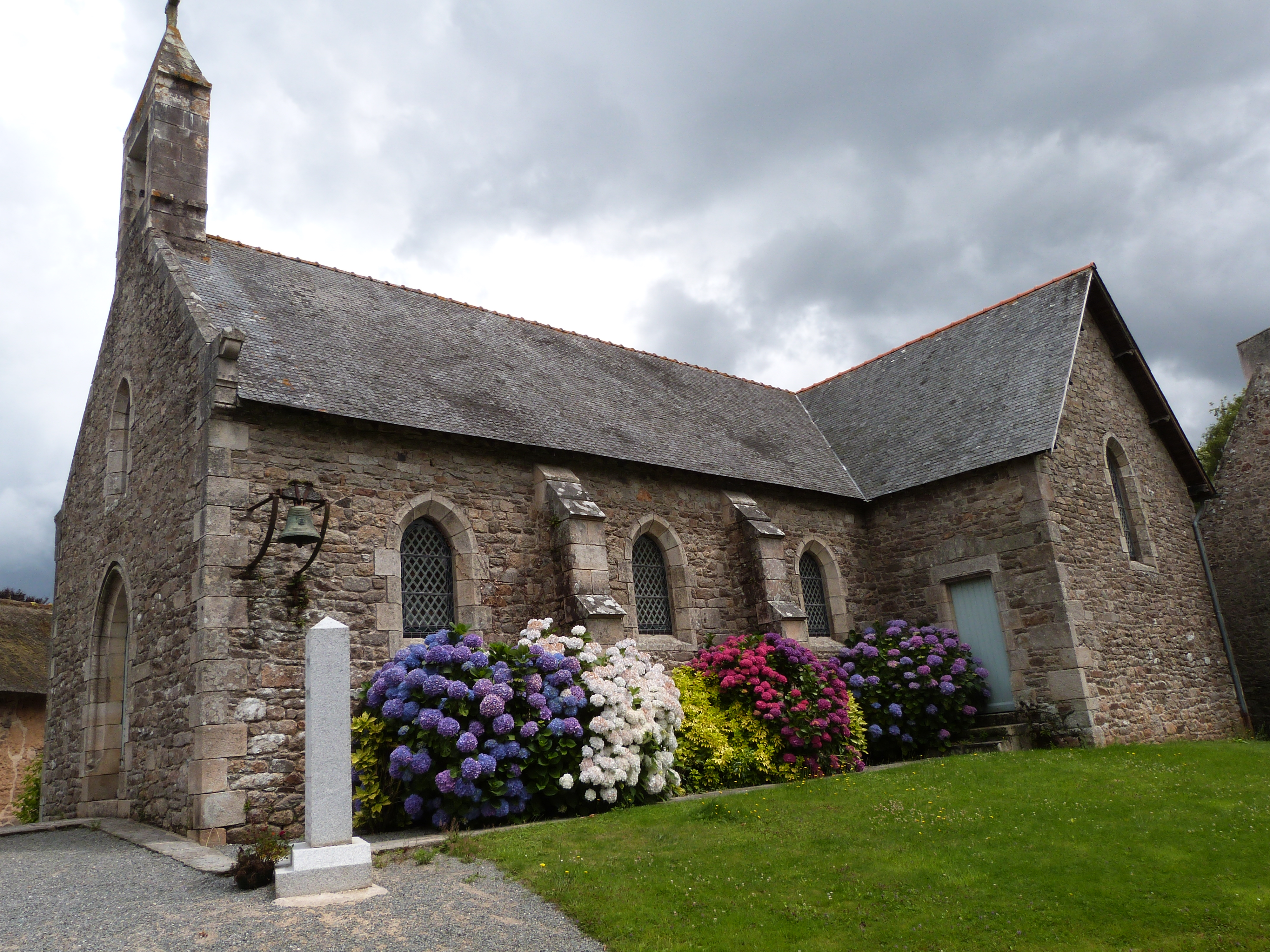
Kapelle Le Saint-Esprit
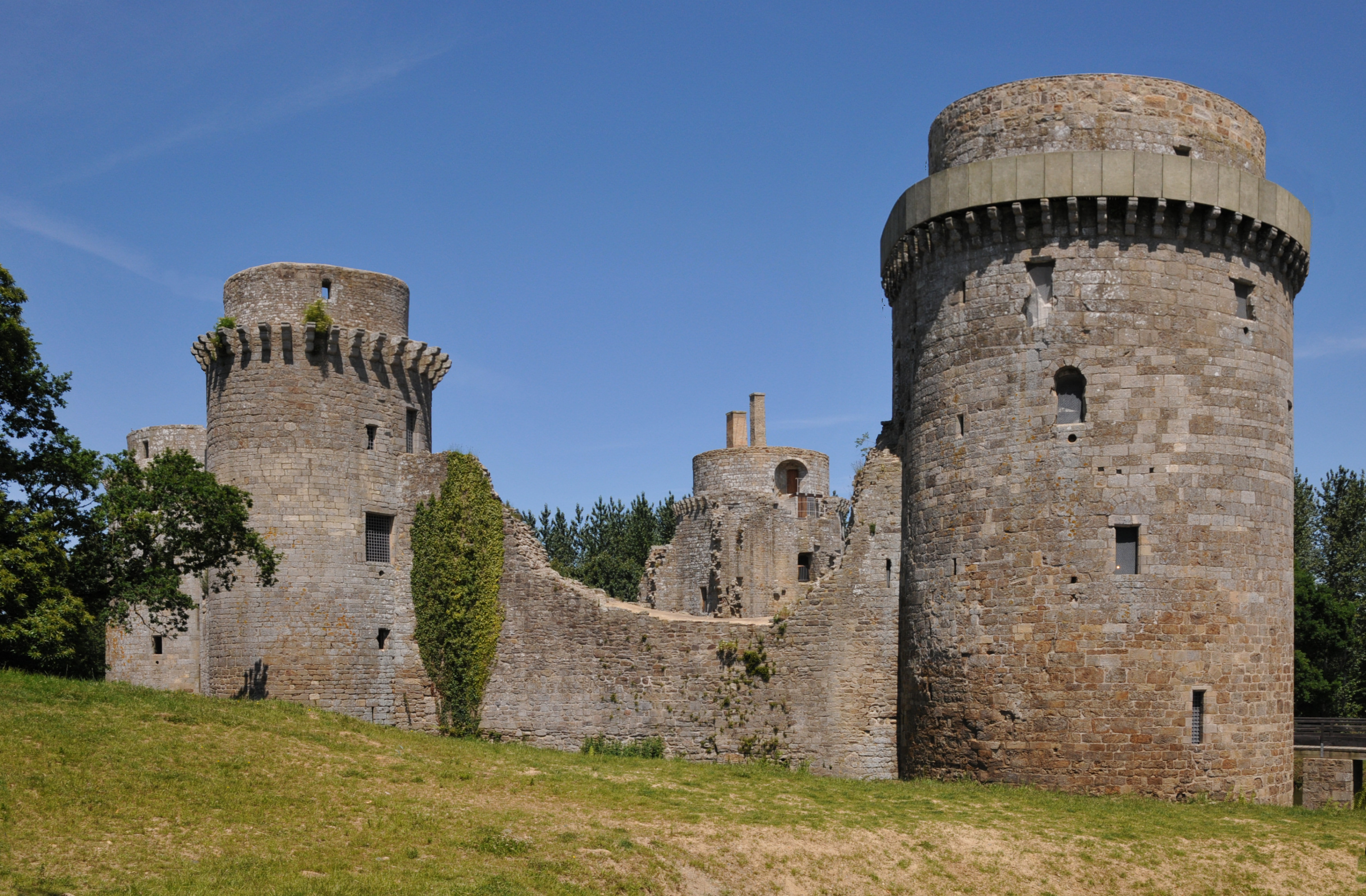
Burg Le Hunaudaye
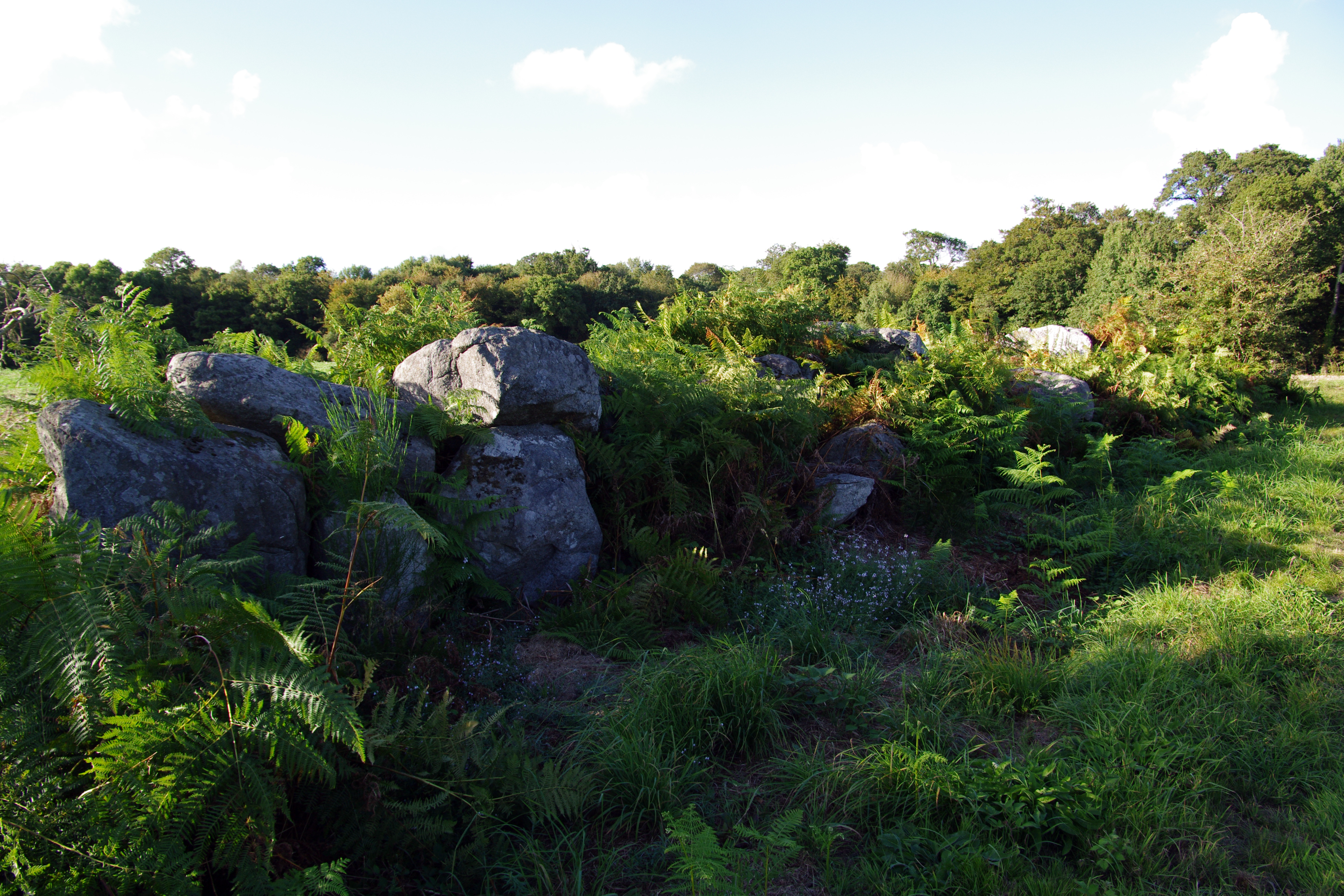
Allée couverte von Saint André
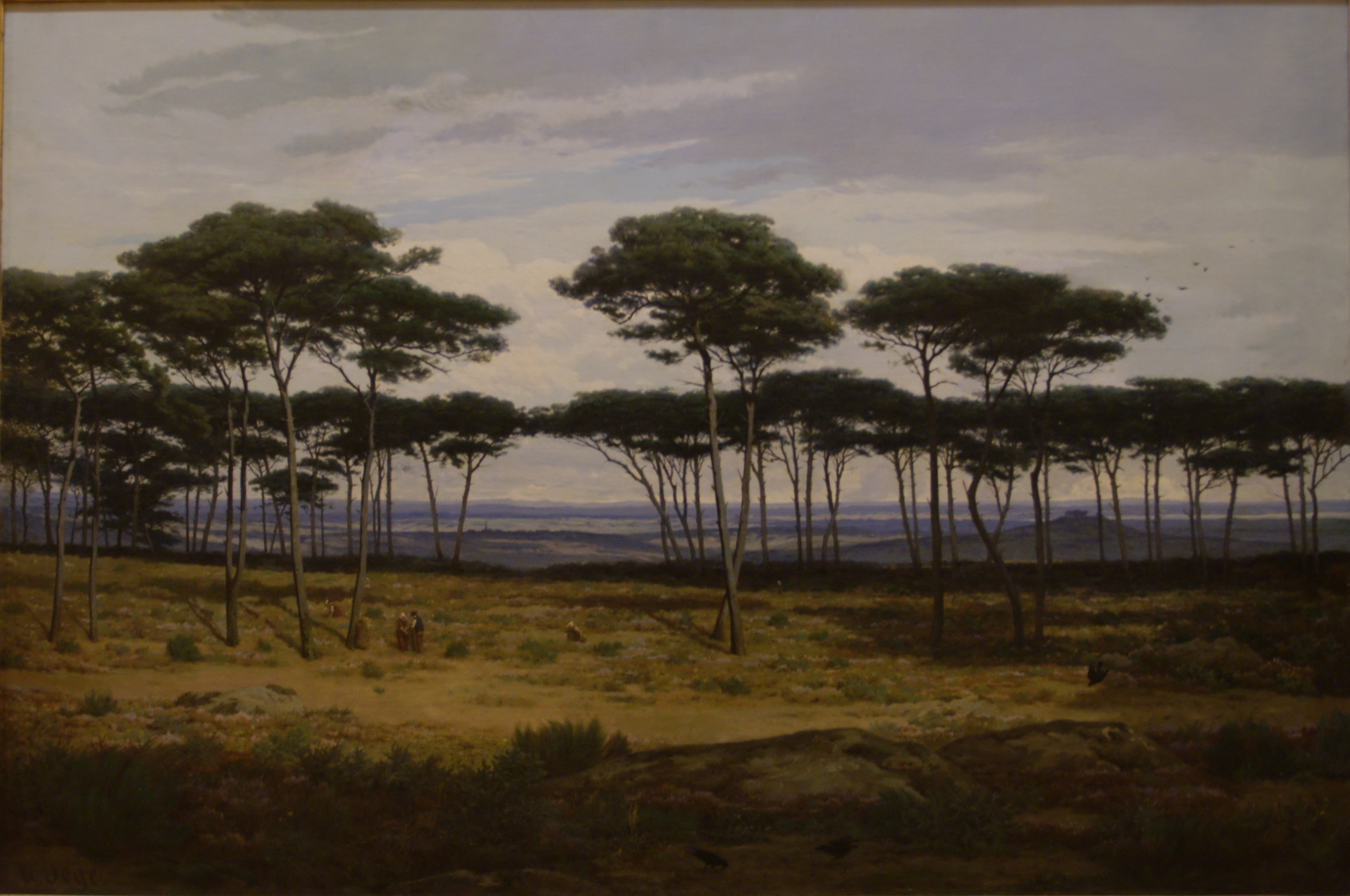
Die Pinien von Alexandre Ségé